# Resultats de les eleccions al Parlament de Catalunya de 2021 per municipi
Les eleccions al Parlament de Catalunya de 2021 es van celebrar el 14 de febrer.
Les eleccions es van convocar per al 14 de febrer quan es va exhaurir el termini legal en el qual el Parlament de Catalunya va ser incapaç de nomenar un nou president de la Generalitat després de la inhabilitació de Joaquim Torra i Pla. El 15 de gener, a causa de la crisi sanitària es va deixar sense efecte la convocatòria i es van posposar al 30 de maig de 2021, però una resolució del TSJC va mantenir en vigor la data del 14 de febrer.
Als 947 municipis de Catalunya, hi va haver un total de 9.139 meses distribuïdes en 2.800 col·legis.
- Circumscripció de Barcelona.
- Circumscripció de Tarragona.
- Circumscripció de Lleida.
- Circumscripció de Girona.

| Participació | Partit guanyador                                                              | Independentisme vs unionisme |  |
| --- | ----------------------------------------------------------------------------- | --- |  |
| Participació electoral per municipis. Menys de 40% 40-44% 45-49% 50-54% 55-59% 60-64% 65-69% 70-74% 75-79% 80% o més | Candidatura més votada per municipis. JxCAT PSC ERC PDeCAT CUP-G PP Vox Empat | Resultats electorals de l'independentisme parlamentari per municipis. més de 70% 65-70 60-65 55-60 50-55 45-50 40-45 35-40 30-35 menys de 30% |  |